# Liste der Nummer-eins-Hits in Neuseeland (2003)
Dies ist eine Liste der Nummer-eins-Hits in Neuseeland im Jahr 2003. Sie basiert auf den offiziellen Single und Albums Top 40, die im Auftrag von Recorded Music NZ, dem neuseeländischen Vertreter der IFPI, ermittelt werden. Es gab in diesem Jahr 17 Nummer-eins-Singles und 16 Nummer-eins-Alben.

## Singles
| ← 2002 ← | Liste der Nummer-eins-Hits in Neuseeland | Liste der Nummer-eins-Hits in Neuseeland    | Liste der Nummer-eins-Hits in Neuseeland | 2004 →                    |
| \| Zeitraum \| Wo. ges. \| Interpret \| Titel Autor(en) \| Zusätzliche Informationen \| \| (Zeitraum, Wochen auf Platz eins, Interpret, Titel, Autor[en], zusätzliche Informationen) \| \| \| \| \| \| ----------------------------------------------------------------------------------------- \| -------- \| ------------------------------------------- \| -------------------------- \| ------------------------- \| \| 17. November 2002 – 25. Januar 2003 10 Wochen \| 10 \| Las Ketchup \| The Ketchup Song (Aserejé) \| – \| \| 26. Januar 2003 – 15. Februar 2003 3 Wochen (insgesamt 4) \| 4 \| Eminem \| Lose Yourself \| – \| \| 16. Februar 2003 – 22. Februar 2003 1 Woche \| 1 \| Big Brovas \| Nu-Flow \| – \| \| 23. Februar 2003 – 1. März 2003 1 Woche (insgesamt 4) \| 4 \| Eminem \| Lose Yourself \| – \| \| 2. März 2003 – 22. März 2003 3 Wochen \| 3 \| t.A.T.u. \| All the Things She Said \| – \| \| 23. März 2003 – 29. März 2003 1 Woche \| 1 \| Christina Aguilera \| Beautiful \| – \| \| 30. März 2003 – 5. April 2003 1 Woche \| 1 \| Jennifer Lopez feat. LL Cool J \| All I Have \| – \| \| 6. April 2003 – 12. April 2003 1 Woche (insgesamt 8) \| 8 \| 50 Cent \| In da Club \| – \| \| 13. April 2003 – 19. April 2003 1 Woche \| 1 \| Linkin Park \| Somewhere I Belong \| – \| \| 20. April 2003 – 17. Mai 2003 4 Wochen (insgesamt 8) \| 8 \| 50 Cent \| In da Club \| – \| \| 18. Mai 2003 – 24. Mai 2003 1 Woche \| 1 \| Delta Goodrem \| Born to Try \| – \| \| 25. Mai 2003 – 14. Juni 2003 3 Wochen (insgesamt 8) \| 8 \| 50 Cent \| In da Club \| – \| \| 15. Juni 2003 – 28. Juni 2003 2 Wochen \| 2 \| Amanda Perez \| Angel \| – \| \| 29. Juni 2003 – 5. Juli 2003 1 Woche \| 1 \| Clay Aiken \| Bridge over Troubled Water \| – \| \| 6. Juli 2003 – 9. August 2003 5 Wochen \| 5 \| R. Kelly \| Ignition (Remix) \| – \| \| 10. August 2003 – 16. August 2003 1 Woche (insgesamt 3) \| 3 \| The Black Eyed Peas feat. Justin Timberlake \| Where Is the Love? \| – \| \| 17. August 2003 – 23. August 2003 1 Woche (insgesamt 12) \| 12 \| Scribe \| Stand Up \| – \| \| 24. August 2003 – 30. August 2003 1 Woche (insgesamt 3) \| 3 \| The Black Eyed Peas feat. Justin Timberlake \| Where Is the Love? \| – \| \| 31. August 2003 – 13. September 2003 2 Wochen (insgesamt 12) \| 12 \| Scribe \| Stand Up \| – \| \| 14. September 2003 – 20. September 2003 1 Woche (insgesamt 3) \| 3 \| The Black Eyed Peas feat. Justin Timberlake \| Where Is the Love? \| – \| \| 21. September 2003 – 4. Oktober 2003 2 Wochen (insgesamt 12) \| 12 \| Scribe \| Stand Up \| – \| \| 5. Oktober 2003 – 11. Oktober 2003 1 Woche \| 1 \| Chingy \| Right Thurr \| – \| \| 12. Oktober 2003 – 18. Oktober 2003 1 Woche (insgesamt 12) \| 12 \| Scribe \| Stand Up \| – \| \| 19. Oktober 2003 – 25. Oktober 2003 1 Woche \| 1 \| 3 the Hard Way \| It’s On (Move to This) \| – \| \| 26. Oktober 2003 – 6. Dezember 2003 6 Wochen (insgesamt 12) \| 12 \| Scribe \| Stand Up \| – \| \| 7. Dezember 2003 – 17. Januar 2004 6 Wochen \| 6 \| Guy Sebastian \| Angels Brought Me Here \| – \| |                                          |                                             |                                          |                           |
| ← 2002 |                                          |                                             |                                          | → 2004 →                  |
| Zeitraum | Wo. ges.                                 | Interpret                                   | Titel Autor(en)                          | Zusätzliche Informationen |
| (Zeitraum, Wochen auf Platz eins, Interpret, Titel, Autor[en], zusätzliche Informationen) |                                          |                                             |                                          |                           |
| 17. November 2002 – 25. Januar 2003 10 Wochen | 10                                       | Las Ketchup                                 | The Ketchup Song (Aserejé)               | –                         |
| 26. Januar 2003 – 15. Februar 2003 3 Wochen (insgesamt 4) | 4                                        | Eminem                                      | Lose Yourself                            | –                         |
| 16. Februar 2003 – 22. Februar 2003 1 Woche | 1                                        | Big Brovas                                  | Nu-Flow                                  | –                         |
| 23. Februar 2003 – 1. März 2003 1 Woche (insgesamt 4) | 4                                        | Eminem                                      | Lose Yourself                            | –                         |
| 2. März 2003 – 22. März 2003 3 Wochen | 3                                        | t.A.T.u.                                    | All the Things She Said                  | –                         |
| 23. März 2003 – 29. März 2003 1 Woche | 1                                        | Christina Aguilera                          | Beautiful                                | –                         |
| 30. März 2003 – 5. April 2003 1 Woche | 1                                        | Jennifer Lopez feat. LL Cool J              | All I Have                               | –                         |
| 6. April 2003 – 12. April 2003 1 Woche (insgesamt 8) | 8                                        | 50 Cent                                     | In da Club                               | –                         |
| 13. April 2003 – 19. April 2003 1 Woche | 1                                        | Linkin Park                                 | Somewhere I Belong                       | –                         |
| 20. April 2003 – 17. Mai 2003 4 Wochen (insgesamt 8) | 8                                        | 50 Cent                                     | In da Club                               | –                         |
| 18. Mai 2003 – 24. Mai 2003 1 Woche | 1                                        | Delta Goodrem                               | Born to Try                              | –                         |
| 25. Mai 2003 – 14. Juni 2003 3 Wochen (insgesamt 8) | 8                                        | 50 Cent                                     | In da Club                               | –                         |
| 15. Juni 2003 – 28. Juni 2003 2 Wochen | 2                                        | Amanda Perez                                | Angel                                    | –                         |
| 29. Juni 2003 – 5. Juli 2003 1 Woche | 1                                        | Clay Aiken                                  | Bridge over Troubled Water               | –                         |
| 6. Juli 2003 – 9. August 2003 5 Wochen | 5                                        | R. Kelly                                    | Ignition (Remix)                         | –                         |
| 10. August 2003 – 16. August 2003 1 Woche (insgesamt 3) | 3                                        | The Black Eyed Peas feat. Justin Timberlake | Where Is the Love?                       | –                         |
| 17. August 2003 – 23. August 2003 1 Woche (insgesamt 12) | 12                                       | Scribe                                      | Stand Up                                 | –                         |
| 24. August 2003 – 30. August 2003 1 Woche (insgesamt 3) | 3                                        | The Black Eyed Peas feat. Justin Timberlake | Where Is the Love?                       | –                         |
| 31. August 2003 – 13. September 2003 2 Wochen (insgesamt 12) | 12                                       | Scribe                                      | Stand Up                                 | –                         |
| 14. September 2003 – 20. September 2003 1 Woche (insgesamt 3) | 3                                        | The Black Eyed Peas feat. Justin Timberlake | Where Is the Love?                       | –                         |
| 21. September 2003 – 4. Oktober 2003 2 Wochen (insgesamt 12) | 12                                       | Scribe                                      | Stand Up                                 | –                         |
| 5. Oktober 2003 – 11. Oktober 2003 1 Woche | 1                                        | Chingy                                      | Right Thurr                              | –                         |
| 12. Oktober 2003 – 18. Oktober 2003 1 Woche (insgesamt 12) | 12                                       | Scribe                                      | Stand Up                                 | –                         |
| 19. Oktober 2003 – 25. Oktober 2003 1 Woche | 1                                        | 3 the Hard Way                              | It’s On (Move to This)                   | –                         |
| 26. Oktober 2003 – 6. Dezember 2003 6 Wochen (insgesamt 12) | 12                                       | Scribe                                      | Stand Up                                 | –                         |
| 7. Dezember 2003 – 17. Januar 2004 6 Wochen | 6                                        | Guy Sebastian                               | Angels Brought Me Here                   | –                         |

## Alben
| ← 2002 ← | Liste der Nummer-eins-Hits in Neuseeland | Liste der Nummer-eins-Hits in Neuseeland | Liste der Nummer-eins-Hits in Neuseeland | 2004 →                    |
| \| Zeitraum \| Wo. ges. \| Interpret \| Titel \| Zusätzliche Informationen \| \| (Zeitraum, Wochen auf Platz eins, Interpret, Titel, zusätzliche Informationen) \| \| \| \| \| \| ------------------------------------------------------------------------------ \| -------- \| ---------------- \| ------------------------ \| ------------------------- \| \| 22. Dezember 2002 – 18. Januar 2003 4 Wochen (insgesamt 7) \| 7 \| U2 \| The Best of 1990–2000 \| – \| \| 19. Januar 2003 – 1. Februar 2003 2 Wochen \| 2 \| Jack Johnson \| Brushfire Fairytales \| – \| \| 2. Februar 2003 – 22. Februar 2003 3 Wochen \| 3 \| (Soundtrack) \| 8 Mile \| – \| \| 23. Februar 2003 – 12. April 2003 7 Wochen (insgesamt 10) \| 10 \| Norah Jones \| Come Away with Me \| – \| \| 13. April 2003 – 3. Mai 2003 3 Wochen \| 3 \| Linkin Park \| Meteora \| – \| \| 4. Mai 2003 – 24. Mai 2003 3 Wochen (insgesamt 10) \| 10 \| Norah Jones \| Come Away with Me \| – \| \| 25. Mai 2003 – 31. Mai 2003 1 Woche \| 1 \| Jack Johnson \| On and On \| – \| \| 1. Juni 2003 – 21. Juni 2003 3 Wochen (insgesamt 7) \| 7 \| Bic Runga \| Beautiful Collision \| – \| \| 22. Juni 2003 – 28. Juni 2003 1 Woche \| 1 \| Metallica \| St. Anger \| – \| \| 29. Juni 2003 – 19. Juli 2003 3 Wochen (insgesamt 7) \| 7 \| Bic Runga \| Beautiful Collision \| – \| \| 20. Juli 2003 – 26. Juli 2003 1 Woche \| 1 \| Elemeno P \| Love & Disrespect \| – \| \| 27. Juli 2003 – 2. August 2003 1 Woche (insgesamt 7) \| 7 \| Bic Runga \| Beautiful Collision \| – \| \| 3. August 2003 – 30. August 2003 4 Wochen (insgesamt 22) \| 22 \| Hayley Westenra \| Pure \| – \| \| 31. August 2003 – 6. September 2003 1 Woche \| 1 \| Salmonella Dub \| One Drop East \| – \| \| 7. September 2003 – 13. September 2003 1 Woche (insgesamt 22) \| 22 \| Hayley Westenra \| Pure \| – \| \| 14. September 2003 – 20. September 2003 1 Woche \| 1 \| Michael Bublé \| Michael Bublé \| – \| \| 21. September 2003 – 27. September 2003 1 Woche (insgesamt 22) \| 22 \| Hayley Westenra \| Pure \| – \| \| 28. September 2003 – 4. Oktober 2003 1 Woche \| 1 \| A Perfect Circle \| Thirteenth Step \| – \| \| 5. Oktober 2003 – 18. Oktober 2003 2 Wochen (insgesamt 22) \| 22 \| Hayley Westenra \| Pure \| – \| \| 19. Oktober 2003 – 25. Oktober 2003 1 Woche \| 1 \| Dido \| Life for Rent \| – \| \| 26. Oktober 2003 – 1. November 2003 1 Woche (insgesamt 22) \| 22 \| Hayley Westenra \| Pure \| – \| \| 2. November 2003 – 8. November 2003 1 Woche \| 1 \| Scribe \| The Crusader \| – \| \| 9. November 2003 – 15. November 2003 1 Woche (insgesamt 22) \| 22 \| Hayley Westenra \| Pure \| – \| \| 16. November 2003 – 22. November 2003 1 Woche (insgesamt 3) \| 3 \| Brooke Fraser \| What to Do with Daylight \| – \| \| 23. November 2003 – 4. Februar 2004 11 Wochen (insgesamt 22) \| 22 \| Hayley Westenra \| Pure \| – \| |                                          |                                          |                                          |                           |
| ← 2002 |                                          |                                          |                                          | → 2004 →                  |
| Zeitraum | Wo. ges.                                 | Interpret                                | Titel                                    | Zusätzliche Informationen |
| (Zeitraum, Wochen auf Platz eins, Interpret, Titel, zusätzliche Informationen) |                                          |                                          |                                          |                           |
| 22. Dezember 2002 – 18. Januar 2003 4 Wochen (insgesamt 7) | 7                                        | U2                                       | The Best of 1990–2000                    | –                         |
| 19. Januar 2003 – 1. Februar 2003 2 Wochen | 2                                        | Jack Johnson                             | Brushfire Fairytales                     | –                         |
| 2. Februar 2003 – 22. Februar 2003 3 Wochen | 3                                        | (Soundtrack)                             | 8 Mile                                   | –                         |
| 23. Februar 2003 – 12. April 2003 7 Wochen (insgesamt 10) | 10                                       | Norah Jones                              | Come Away with Me                        | –                         |
| 13. April 2003 – 3. Mai 2003 3 Wochen | 3                                        | Linkin Park                              | Meteora                                  | –                         |
| 4. Mai 2003 – 24. Mai 2003 3 Wochen (insgesamt 10) | 10                                       | Norah Jones                              | Come Away with Me                        | –                         |
| 25. Mai 2003 – 31. Mai 2003 1 Woche | 1                                        | Jack Johnson                             | On and On                                | –                         |
| 1. Juni 2003 – 21. Juni 2003 3 Wochen (insgesamt 7) | 7                                        | Bic Runga                                | Beautiful Collision                      | –                         |
| 22. Juni 2003 – 28. Juni 2003 1 Woche | 1                                        | Metallica                                | St. Anger                                | –                         |
| 29. Juni 2003 – 19. Juli 2003 3 Wochen (insgesamt 7) | 7                                        | Bic Runga                                | Beautiful Collision                      | –                         |
| 20. Juli 2003 – 26. Juli 2003 1 Woche | 1                                        | Elemeno P                                | Love & Disrespect                        | –                         |
| 27. Juli 2003 – 2. August 2003 1 Woche (insgesamt 7) | 7                                        | Bic Runga                                | Beautiful Collision                      | –                         |
| 3. August 2003 – 30. August 2003 4 Wochen (insgesamt 22) | 22                                       | Hayley Westenra                          | Pure                                     | –                         |
| 31. August 2003 – 6. September 2003 1 Woche | 1                                        | Salmonella Dub                           | One Drop East                            | –                         |
| 7. September 2003 – 13. September 2003 1 Woche (insgesamt 22) | 22                                       | Hayley Westenra                          | Pure                                     | –                         |
| 14. September 2003 – 20. September 2003 1 Woche | 1                                        | Michael Bublé                            | Michael Bublé                            | –                         |
| 21. September 2003 – 27. September 2003 1 Woche (insgesamt 22) | 22                                       | Hayley Westenra                          | Pure                                     | –                         |
| 28. September 2003 – 4. Oktober 2003 1 Woche | 1                                        | A Perfect Circle                         | Thirteenth Step                          | –                         |
| 5. Oktober 2003 – 18. Oktober 2003 2 Wochen (insgesamt 22) | 22                                       | Hayley Westenra                          | Pure                                     | –                         |
| 19. Oktober 2003 – 25. Oktober 2003 1 Woche | 1                                        | Dido                                     | Life for Rent                            | –                         |
| 26. Oktober 2003 – 1. November 2003 1 Woche (insgesamt 22) | 22                                       | Hayley Westenra                          | Pure                                     | –                         |
| 2. November 2003 – 8. November 2003 1 Woche | 1                                        | Scribe                                   | The Crusader                             | –                         |
| 9. November 2003 – 15. November 2003 1 Woche (insgesamt 22) | 22                                       | Hayley Westenra                          | Pure                                     | –                         |
| 16. November 2003 – 22. November 2003 1 Woche (insgesamt 3) | 3                                        | Brooke Fraser                            | What to Do with Daylight                 | –                         |
| 23. November 2003 – 4. Februar 2004 11 Wochen (insgesamt 22) | 22                                       | Hayley Westenra                          | Pure                                     | –                         |